# Comissió E
Les Monografies E de la Comissió Alemanya conegudes com a Comissió E, és un guia terapèutica de plantes medicinals. Hi ha una traducció a l'anglès feta per l'American Botanical Council. Actualment consta d'unes 380 monografies que avaluen la seguretat i eficàcia d'herbes amb utilitat medicinal i concedeix una llicència mèdica per a ser prescrites a Alemanya. La comissió es va formar l'any 1978, tot i que com a tal ja no existeix.
Malgrat que sovint les monografies són considerades com un llibre de dret administratiu per a la regulació nacional alemanya de plantes medicinals, no hi ha cap altre organisme que avaluï amb la mateixa eficàcia els límits entre usos populars i accions farmacològiques basades en proves científiques. Amb tot, tal com diu Jonathan Treasure, un especialista en plantes medicinals i autor, igualment, de diverses monografies, cal considerar aquestes monografies no com un treball científic, ni mèdic, sinó més aviat com un llibre de regulacions legals mèdiques alemanyes que s'ha convertit com un referent per a molt organismes nacionals de salut pública.

## Llista de monografies
- Monografia-001 (Agrimoniae herba)
- Monografia-002 (Aloe barbadensis, Aloe capensis
- Monografia-003 (Alchemillae alpinae herba)
- Monografia-004 (Angelicae radix)
- Monografia-005 (Angelicae fructus, Angelicae herba)
- Monografia-006 (Anisi fructus)
- Monografia-007 (Arnicae flos)
- Monografia-008 (Cynarae folium)
- Monografia-009 (Fraxinus excelsior)
- Monografia-010 (Asparagi herba)
- Monografia-011 (Asparagi rhizoma)
- Monografia-012 (Populi cortex/-folium)
- Monografia-013 (Colchicum autumnale)
- Monografia-014 (Berberis vulgaris)
- Monografia-015 (Basilici herba)
- Monografia-016 (Basilici aetheroleum)
- Monografia-017 (Atropa belladonna)
- Monografia-018 (Myrtilli fructus)
- Monografia-019 (Myrtilli folium)
- Monografia-020 (Betulae folium)
- Monografia-021 (Ammeos visnagae fructus)
- Monografia-022 (Aurantii flos)
- Monografia-023 (Aurantii pericarpium)
- Monografia-024 (Cimicifugae racemosae rhizoma)
- Monografia-025 (Rubi fruticosi folium)
- Monografia-026 (Rubi fruticosi radix)
- Monografia-027 (Pruni spinosae fructus)
- Monografia-028 (Pruni spinosae)
- Monografia-029 (Fucus)
- Monografia-030 (Cnici benedicti herba)
- Monografia-031 (Menyanthis folium)
- Monografia-032 (Boldo folium)
- Monografia-033 (Borago)
- Monografia-034 (Bromelainum)
- Monografia-035 (Bryoniae radix)
- Monografia-036 (Barosmae folium)
- Monografia-037 (Frangulae cortex)
- Monografia-038 (Rhamni cathartici fructus)
- Monografia-039 (Lycopi herba)
- Monografia-040 (Bardanae radix)
- Monografia-041 (Rusci aculeati rhizoma)
- Monografia-042 (Cajeputi aetheroleum)
- Monografia-043 (Calendulae flos)
- Monografia-044 (Calendulae herba)
- Monografia-045 (Eschscholziae californica)
- Monografia-046 (Camphora)
- Monografia-047 (Carvi aetheroleum)
- Monografia-048 (Carvi fructus)
- Monografia-049 (Cardamomi fructus)
- Monografia-050 (Rhamni purshianae cortex)
- Monografia-051 (Antennariae dioicae flos)
- Monografia-052 (Chelidonii herba)
- Monografia-053 (Apium graveolens)
- Monografia-054 (Centaurii herba)
- Monografia-055 (Matricariae flos)
- Monografia-056 (Chamomillae romanae flos)
- Monografia-057 (Agni casti fructus)
- Monografia-058 (Castaneae folium)
- Monografia-059 (Cichorium intybus)
- Monografia-060 (Cinchonae cortex)
- Monografia-061 (Cinnamomi ceylanici cortex)
- Monografia-062 (Cinnamomi cassiae cortex)
- Monografia-063 (Cinnamomi flos)
- Monografia-064 (Caryophylli flos)
- Monografia-065 (Cacao testes)
- Monografia-066 Cocoa seed (Cacao semen)]
- Monografia-067 (Coffeae carbo)
- Monografia-068 (Colae semen)
- Monografia-069 (Colocynthidis fructus)
- Monografia-070 (Farfarae flos/-herba/-radix)
- Monografia-071 (Farfarae folium)
- Monografia-072 (Symphyti herba/-folium)
- Monografia-073 (Symphyti radix)
- Monografia-074 (Condurango cortex)
- Monografia-075 (Coriandri fructus)
- Monografia-076 (Rhoeados flos)
- Monografia-077 (Centaurea cyanus)
- Monografia-078 (Graminis rhizoma)
- Monografia-079 (Turnera diffusa)
- Monografia-080 (Taraxaci herba)
- Monografia-081 (Taraxaci radix cum herba)
- Monografia-082 (Delphinii flos)
- Monografia-083 (Harpagophyti radix)
- Monografia-084 (Anethi fructus)
- Monografia-085 (Anethi herba)
- Monografia-086 (Echinaceae angustifoliae/pallidae herba)
- Monografia-087 (Echinaceae pallidae radix)
- Monografia-088 (Echinaceae purpureae herba)
- Monografia-089 (Echinaceae purpureae radix)
- Monografia-090 (Sambuci flos)
- Monografia-091 (Helenii radix)
- Monografia-092 (Eleutherococci radix)
- Monografia-093 (Ephedrae herba)
- Monografia-094 (Secale cornutum)
- Monografia-095 (Eucalypti folium)
- Monografia-096 (Eucalypti aetheroleum)
- Monografia-097 (Euphrasia officinalis)
- Monografia-098 (Foeniculi aetheroleum)
- Monografia-099 (Foeniculi fructus)
- Monografia-100 (Foenugraeci semen)
- Monografia-101 (Caricae fructus)
- Monografia-102 (Piceae aetheroleum)
- Monografia-103 (Piceae turiones recentes)
- Monografia-176 (Lini semen)
- Monografia-177 (Fumariae herba)
- Monografia-178 (Galangae rhizoma)
- Monografia-179 (Allii sativi bulbus)
- Monografia-180 (Gentianae radix)
- Monografia-181 (Zingiberis rhizoma)
- Monografia-183 (Ginkgo folium)
- Monografia-182 (Ginkgo folium)
- Monografia-184 (Ginseng radix)
- Monografia-185 (Galegae officinalis herba)
- Monografia-186 (Solidago)
- Monografia-187 (Guajaci lignum)
- Monografia-188 (Grindeliae herba)
- Monografia-189 (Harunganae madagascariensis cortex et folium)
- Monografia-190 (Crataegi fructus)
- Monografia-191 (Crataegi flos)
- Monografia-192 (Crataegi folium)
- Monografia-193 (Crataegi folium cum flore)
- Monografia-194 (Graminis flos)
- Monografia-195 (Violae tricoloris herba)
- Monografia-196 (Callunae vulgaris herba/-flos)
- Monografia-197 (Galeopsidis herba)
- Monografia-198 (Hyoscyami folium)
- Monografia-199 (Hibisci flos)
- Monografia-200 (Malvae arboreae flos)
- Monografia-201 (Lupuli strobulus)
- Monografia-202 (Marrubii herba)
- Monografia-203 (Hippocastani cortex/-flos)
- Monografia-204 (Hippocastani folium)
- Monografia-205 (Hippocastani semen)
- Monografia-206 (Armoraciae rusticanae radix)
- Monografia-207 (Equiseti herba)
- Monografia-208 (Cynoglossi herba)
- Monografia-209 (Hyssopus officinalis)
- Monografia-210 (Lichen islandicus)
- Monografia-211 (Rauwolfiae radix)
- Monografia-212 (Hederae helicis folium)
- Monografia-213 (Syzygii cumini cortex)
- Monografia-214 (Syzygii cumini semen)
- Monografia-215 (Orthosiphonis folium)
- Monografia-216 (Stramonii folium/-semen)
- Monografia-217 (Juniperi fructus)
- Monografia-218 (Piperis methystici rhizoma)
- Monografia-219 (Laminariae stipites)
- Monografia-220 (Phaseoli fructus sine semine)
- Monografia-221 (Polygoni avicularis herba)
- Monografia-222 (Alchemillae herba)
- Monografia-223 (Terebinthina laricina)
- Monografia-224 (Lavandulae flos)
- Monografia-225 (Melissae folium)
- Monografia-226 (Cymbopogon species)
- Monografia-227 Liquiritiae radix)
- Monografia-228 (Convallariae herba)
- Monografia-229 (Tiliae carbo)
- Monografia-230 (Tiliae flos)
- Monografia-231 (Tiliae tomentosae flos)
- Monografia-232 (Tiliae folium)
- Monografia-233 (Tiliae lignum)
- Monografia-234 (Hepatici nobilis herba)
- Monografia-235 (Luffa aegyptiaca)
- Monografia-236 (Levistici radix)
- Monografia-237 (Pulmonariae herba)
- Monografia-238 (Rubiae tinctorum radix)
- Monografia-239 (Filicis maris folium, herba, rhizoma)
- Monografia-240 (Malvae flos)
- Monografia-241 (Malvae folium)
- Monografia-242 (Manna)
- Monografia-243 (Majoranae herb, aetheroleum)
- Monografia-244 (Ledi palustris herba)
- Monografia-245 (Althaeae folium)
- Monografia-246 (Althaeae radix)
- Monografia-247 (Mate folium)
- Monografia-248 (Podophylli peltati rhizoma/resina)
- Monografia-249 (Filipendula ulmaria)
- Monografia-250 (Mentzeliae cordifoliae summitatidis/stipitidis et radix)
- Monografia-251 (Cardui mariae fructus)
- Monografia-252 (Cardui mariae herba)
- Monografia-253 (Menthae arvensis aetheroleum)
- Monografia-254 (Visci albi fructus)
- Monografia-255 (Visci albi herba)
- Monografia-256 (Visci albi stipites)
- Monografia-257 (Aconiti tuber, herba)
- Monografia-258 (Leonuri cardiacae herba)
- Monografia-259 (Sorbi aucupariae fructus)
- Monografia-260 (Artemisiae vulgaris herba, radix)
- Monografia-261 (Ptychopetali lignum)
- Monografia-262 (Verbasci flos)
- Monografia-263 (Myrrha)
- Monografia-264 (Tropaeolum majus)
- Monografia-265 (Niauli aetheroleum)
- Monografia-266 (Seleniceri grandiflori flos, herba)
- Monografia-267 (Myristicae semen, aril)
- Monografia-268 (Strychni semen)
- Monografia-269 (Quercus cortex)
- Monografia-270 (Avenae herba)
- Monografia-271 (Avenae stramentum)
- Monografia-272 (Avenae fructus)
- Monografia-273 (Oleandri folium)
- Monografia-274 (Oleae folium)
- Monografia-275 (Olivae oleum)
- Monografia-276 (Allii cepae bulbus)
- Monografia-277 (Citri sinensis pericarpium)
- Monografia-278 (Origani vulgaris herba)
- Monografia-279 (Iridis rhizoma)
- Monografia-280 (Papainum crudum)
- Monografia-281 (Caricae papayae folium)
- Monografia-282 (Capsici fructus, capsici fructus acer)
- Monografia-283 (Capsici fructus)
- Monografia-284 (Petroselini herba/radix)
- Monografia-285 (Petroselini fructus)
- Monografia-286 (Pulsatillae herba)
- Monografia-287 (Passiflorae herba)
- Monografia-288 (Paeoniae flos, radix)
- Monografia-289 (Menthae piperitae folium)
- Monografia-290 (Menthae piperitae aetheroleum)
- Monografia-291 (Vincae minoris herba)
- Monografia-292 (Balsamum peruvianum)
- Monografia-293 (Petasitidis hybridus, Petasitidis folium)
- Monografia-294 (Petasitidis rhizoma)
- Monografia-295 (Adonidis herba)
- Monografia-296 (Pimpinellae herba)
- Monografia-297 (Pimpinellae radix)
- Monografia-298 (Pini aetheroleum)
- Monografia-299 (Pini turiones)
- Monografia-300 (Plantaginis lanceolatae herba)
- Monografia-301 (Pollen)
- Monografia-302 (Populi gemma)
- Monografia-303 (Potentillae anserinae herba)
- Monografia-304 (Primulae flos)
- Monografia-305 (Primulae radix)
- Monografia-306 (Plantaginis ovatae testa)
- Monografia-307 (Psyllii semen)
- Monografia-308 (Plantaginis ovatae semen)
- Monografia-309 (Cucurbitae peponis semen)
- Monografia-310 (Raphani sativi radix)
- Monografia-311 (Rubi idaei folium)
- Monografia-312 (Ratanhiae radix)
- Monografia-313 (Rhododendri ferruginei folium)
- Monografia-314 (Rhei radix)
- Monografia-316 (Rosae pseudofructus)
- Monografia-317 (Rosae pseudofructus cum fructibus)
- Monografia-318 (Rosae fructus)
- Monografia-315 (Rosae flos)
- Monografia-319 (Rosmarini folium)
- Monografia-320 (Rutae folium, herba)
- Monografia-321 (Herniariae herba)
- Monografia-322 (Croci stigma)
- Monografia-323 (Salviae folium)
- Monografia-324 (Santali lignum rubrum)
- Monografia-325 (Santali lignum albi)
- Monografia-326 (Helichrysi flos)
- Monografia-327 (Saniculae herba)
- Monografia-328 (Sarsaparillae radix)
- Monografia-329 (Caricis rhizoma)
- Monografia-330 (Sabal fructus)
- Monografia-331 (Scopoliae rhizoma)
- Monografia-333 (Cytisi scoparii herba)
- Monografia-334 (Senecionis herba)
- Monografia-335 (Polygalae radix)
- Monografia-336 (Sennae folium)
- Monografia-337 (Sennae fructus)
- Monografia-338 (Bursae pastoris herba)
- Monografia-339 (Saponariae rubrae herba)
- Monografia-340 (Saponariae rubrae radix)
- Monografia-341 (Gypsophilae radix)
- Monografia-342 (Lecithinum ex soya)
- Monografia-343 (Phospholipide)
- Monografia-344 (Spinaciae folium)
- Monografia-345 (Ononidis radix)
- Monografia-346 (Scillae bulbus)
- Monografia-347 (Hyperici herba)
- Monografia-348 (Anisi stellati fructus)
- Monografia-349 (Urticae herba/-folium)
- Monografia-350 (Urticae radix)
- Monografia-351 (Fragariae folium)
- Monografia-352 (Droserae herba)
- Monografia-353 (Meliloti herba)
- Monografia-354 (Violae odoratae rhizoma/herba)
- Monografia-355 (Galii odorati herba)
- Monografia-356 (Chrysanthemi vulgaris flos/herba)
- Monografia-357 (Thymi herba)
- Monografia-358 (Serpylli herba)
- Monografia-359 (Balsamum tolutanum)
- Monografia-360 (Tormentillae rhizoma)
- Monografia-361 (Curcumae longae rhizoma)
- Monografia-362 (Curcumae xanthorrhizae rhizoma)
- Monografia-363 (Terebinthinae aetheroleum rectificatum)
- Monografia-364 (Usnea species)
- Monografia-365 (Uvae ursi folium)
- Monografia-366 (Uzarae radix)
- Monografia-367 (Valerianae radix)
- Monografia-368 (Verbenae herba)
- Monografia-369 (Veronicae herba)
- Monografia-370 (Juglandis fructus cortex)
- Monografia-371 (Juglandis folium)
- Monografia-372 (Nasturtii herba)
- Monografia-373 (Lamii albi flos)
- Monografia-374 (Lamii albi herba)
- Monografia-375 (Sinapis albae semen)
- Monografia-376 (Salicis cortex)
- Monografia-377 (Hamamelidis folium et cortex)
- Monografia-378 (Dulcamarae stipites)
- Monografia-379 (Absinthii herba)
- Monografia-380 (Millefolii herba/flos)
- Monografia-381 (Faex medicinalis)
- Monografia-382 (Saccharomyces cerevisiae Hansen CBS 5926)
- Monografia-383 (Gelsemii rhizoma)
- Monografia-384 (Yohimbehe cortex)
- Monografia-385 (Zedoariae rhizome)